# إي. جي. باترسون
إي. جي. باترسون (بالإنجليزية: E. G. Patterson) هو سياسي أمريكي، ولد في 8 أكتوبر 1919 في بولمان في الولايات المتحدة، وتوفي في 15 فبراير 2004. حزبياً، نشط في الحزب الجمهوري. وقد انتخب عضو مجلس نواب واشنطن.